# 益元堂药铺
益元堂药铺，位于山西省临汾市洪洞县大槐树镇常青四村时合路38号（估衣街口）。益元堂药铺已公布为洪洞县文物保护单位。在冯梦龙的小说《警世通言》卷二四《玉堂春落难逢夫》以及根据其改编的数十个戏曲曲目的故事中，皮氏正是在益元堂药铺购买砒霜。